# Aktiv Bus Flensburg

Logo der Stadtwerke Flensburg GmbH bis 1999

Logo der Aktiv Bus von 1999 bis 2015

Die Aktiv Bus Flensburg GmbH ist ein Omnibus-Verkehrsunternehmen in Schleswig-Holstein. Das Unternehmen betreibt den öffentlichen Personennahverkehr in der Stadt Flensburg. Die Gesellschaft wurde 1999 als Tochtergesellschaft aus der früheren Verkehrssparte der Stadtwerke Flensburg gegründet.

## Geschichte
Die Stadt Flensburg betrieb ab 1881 eine eigene Straßenbahn mit vier Linien. Während des Zweiten Weltkrieges wurde 1943 die Linie 2 auf O-Bus-Betrieb umgestellt. Ab 1950 fuhr erstmals regelmäßig ein Dieselbus vom ZOB nach Solitüde.

### Liniennetz der Stadtwerke in den 1950er Jahren
Laut Fahrplan der Stadtwerke-Abteilung Straßenbahn gültig ab dem 5. Oktober 1952 verkehrten in Flensburg folgende Linien:
10 Straßenbahn: Ostseebadweg – Nordertor – Rathausstraße – Südermarkt – Bundesbahnhof (werktags 10-Min.-Takt, sonntags 10/15-Min.-Takt)
20 O-Bus: Ballastbrücke – ZOB – Rathausstraße – Burgplatz – Marienhölzungsweg (10/15-Min.-Takt)
30 Straßenbahn: Ostseebadweg – Nordertor – Rathausstraße – Südermarkt – Hafermarkt – Mürwik (werktags 10-Min.-Takt, sonntags 10/15-Min.-Takt)
40 Kraftomnibus: Solitüde – Osterallee – ZOB (werktags 30/60-Min.-Takt, sonntags stündlich; später verlängert: – Südermarkt – Matthias-Claudius-Str.)
1957 wurde die Straßenbahn-Linie 3 sowie die O-Bus-Linie 2 auf Diesel-Bus-Betrieb umgestellt.

### Liniennetz der Stadtwerke in den 1960er Jahren
Der Sommerfahrplan 1966 sah folgende Linien vor:
Straßenbahnlinie:
010 Ostseebadweg – Nordertor – Rathausstraße – Südermarkt – Bundesbahnhof (werktags 10-Min.-Takt, sonntags 10/15-Min.-Takt)
Omnibuslinien:
1e0 Klues – Ostseebadweg – Nordertor – Rathausstraße → Südermarkt → / – ZOB – Bohlberg – Kiefernweg (nur Einzelfahrten mo–fr)
020 Klues – Matthias-Claudius-Str. – Südermarkt – ZOB – Osterallee – Solitüde (30/60-Min.-Takt)
030 Marienhölzungsweg – Burgplatz – Rathausstraße – ZOB – Hafermarkt – Johannisgarten (– Kiefernweg hier nur Einzelfahrten der Linie 3e) (15/20-Min.-Takt, Morgen-HVZ-Verstärkungsbetrieb durch Linie 3e)
040 ZOB – Husumer Str. – Fuchskuhle (15–70-Min.-Takt)
050 Kiefernweg – Johannisgarten – Bohlberg – ZOB – Bundesbahnhof (15-Min.-Takt)
Die verbliebene Straßenbahnlinie 1 wurde im Sommer 1973 eingestellt und durch Dieselbusse ersetzt.
1971 wurde mit der AFAG ein Verkehrsbündnis geschlossen und 1976 der Linienplan verbessert.

### Liniennetz der Stadtwerke 1979
Die Stadtwerke Flensburg betrieben 1979 folgende sechs Buslinien innerhalb der Verkehrsgemeinschaft Flensburg (VGFL):
10 Am Lachsbach – Nordertor – ZOB – Südermarkt / Deutsches Haus – Bahnhof (15–60-Min.-Takt)
20 Kupfermühle, Grenze – Wassersleben – Am Lachsbach – Harrisleer Kreuz – Flurstraße – Goerdelerstr. – Mathildenstr. – Südermarkt – ZOB (– Ballastbrücke – Industriehafen [werktags] / Bohlberg [am Wochenende] – Seewarte – Friedheim – Mürwik, Twedter Plack – Solitüde [hier kein Spätverkehr]) (30/60-Min.-Takt)
30 Marienhölzungsweg – Burgplatz – Stadttheater – ZOB → Südermarkt – Hafermarkt – Bohlberg – Stadion – Seewarte – Mürwik, Twedter Plack (15/30-Min.-Takt)
50 Falkenberg – Goerdelerstr. – Südermarkt – ZOB – Ballastbrücke – Bohlberg – Stadion – Fruerlund, Alsterbogen (30-Min.-Takt; nur werktags, kein Abendverkehr)
70 Am Lachsbach – Nordertor – ZOB – Hafermarkt – St.-Jürgen-Platz – Bohlberg – Stadion – Seewarte – Mürwik, Twedter Plack (– Kiefernweg) (15/60-Min.-Takt; sa kein Nachmittagsbetrieb, so nur Einzelfahrten morgens und im Spätverkehr)
80 Niehuus – Bauer Landstr./Kaserne (→ Am Lachsbach) / (→ Flurstraße → Burgplatz → ZOB) (nur Einzelfahrten werktags)
Daneben gab es auch die vier AFAG-Linien 10–13.
1989 wurde die Linie 8 in das an der dänischen Grenze gelegene Niehuus eingestellt und durch die Linie 4 ersetzt, die von Am Klueshof/Harrislee bis zum Bahnhof führte. Der restliche Teil der Linie 8 wurde fortan unter eigener Liniennummer von der Firma Hansen-Borg bedient.

### Liniennetz der Stadtwerke in den 1990er Jahren
1995 betrieben die Stadtwerke Flensburg folgende sieben Stadtbuslinien innerhalb der Verkehrsgemeinschaft Flensburg (VGFL):
10 (Wassersleben –) Am Lachsbach – Nordertor – ZOB – Südermarkt / Deutsches Haus – Bahnhof (15–60-Min.-Takt)
20 Kupfermühle, Grenze – Wassersleben – Am Lachsbach – Harrisleer Kreuz – Flurstraße – Goerdelerstr. – Mathildenstr. – Südermarkt – ZOB (– Ballastbrücke – Industriehafen / Bohlberg – Seewarte – Friedheim – Mürwik, Twedter Plack – Solitüde [hier kein Spätverkehr]) (30/60-Min.-Takt)
30 Marienhölzungsweg – Burgplatz – Stadttheater – ZOB → Südermarkt – Hafermarkt – Bohlberg – Stadion – Seewarte – Mürwik, Twedter Plack (30-Min.-Takt; kein Spätverkehr)
40 Harrislee, Am Klueshof – Ramsharde – Harrisleer Kreuz – Waldstraße – Burgplatz – Stadttheater – ZOB – Südernarkt / Deutsches Haus – Bahnhof (30/60-Min.-Takt; am Wochenende kein Abendverkehr)
50 Industriegebiet West – Falkenberg – Goerdelerstr. – Südermarkt – ZOB – Ballastbrücke – Bohlberg – Stadion – Fruerlund, Alsterbogen (30-Min.-Takt; nur werktags, kein Abendverkehr)
60 P+R-Parkplatz Nordkreuz, Lornsendamm – Finanzamt – Stadttheater – ZOB → Südermarkt – Hafermarkt – Bohlberg – Stadion – Mürwik, Twedter Plack (20–60-Min.-Takt)
70 Am Lachsbach – Nordertor – ZOB → Südermarkt – Hafermarkt – Bohlberg – Stadion – Mürwik, Twedter Plack (– Kiefernweg) (15/60-Min.-Takt; sa kein Nachmittagsbetrieb, so nur Einzelfahrten morgens und im Spätverkehr)
Daneben gab es noch die vier AFAG-Linien 10–13.

### Weitere Entwicklung
1999 wurde die Bussparte der Stadtwerke in die Tochtergesellschaft Aktiv Bus Flensburg GmbH ausgegliedert. Nachdem 2007 die den Wettbewerb im öffentlichen Nahverkehr betreffende EU-Verordnung 1370/2007 in Kraft trat, wurden 2015 die Konzessionen der Linien 10, 11, 12, 14 und 15 auf Beschluss des Stadtrates in Form einer Direktvergabe an Aktiv Bus vergeben. Die AFAG befuhr daraufhin die Linien bis 2017 im Auftrag von Aktiv Bus. Bei einer im Jahr 2016 erfolgten Ausschreibung von Subunternehmerleistungen zum 1. Januar 2018 unterlag die AFAG den ebenfalls schon länger in Flensburg ansässigen Unternehmen Förde Bus GmbH & Co KG und Autokraft GmbH.
Seit 2025 erbringt Aktiv Bus die Linienleistung auf den Stadtbuslinien zusammen mit dem Subunternehmen Fedder Reisen.

## Sonstiges
Aktiv Bus initiierte 2013 die Internet-Plattform Busradar Flensburg, die es Fahrgästen im Internet ermöglicht, die Busse in Echtzeit zu verfolgen. Das System ist GPS-gestützt und zeigte zu Beginn nur die Linien von Aktiv Bus.

## Farbgebung der Fahrzeuge

Farbschema der Fahrzeuge von 1973 bis 1991

Die Fahrzeuge waren bis 1973 in beigen oder gelben Farbtönen lackiert. Mit Einstellung der Straßenbahnlinie wurden die Busse orangerot/weiß lackiert. Seit Ende der 1990er Jahre werden die Fahrzeuge in weiß ausgeliefert und mit Werbung beklebt. Bei der Übernahme der neuen Hybrid-Busse von Volvo wurde ein Gestaltungswettbewerb veranstaltet, an dem sich die Bürger der Stadt beteiligten. Gewinner war ein Raupendesign. Bedingung war eine Verbindung zum Klimapakt-Konzept.

## Linien
Stand 2. Dezember 2024, gültig zum Fahrplanwechsel am 1. Januar 2025, Quelle:
| Linie | Fahrstrecke | Takt Mo–Fr | Takt Sa | Takt So |
| ----- | --- | ---------- | ------- | ------- |
| 1     | Krusau (DK) – Am Lachsbach – Nordertor – ZOB – Südermarkt – Bahnhof                                                           | 20 Min.    | 20 Min. | 30 Min. |
| 2     | (Kupfermühle Grenze –) Am Lachsbach – Harrisleer Kreuz – Goerdelerstraße – Südermarkt – ZOB                                   | 30 Min.    | 30 Min. | 60 Min. |
| 3     | Frösleeweg – Harrisleer Kreuz – Burgplatz – ZOB – Südermarkt – Stadion – Twedter Plack – Solitüde                             | 20 Min.    | 20 Min. | 30 Min. |
| 4     | Marienhölzungsweg – Burgplatz – ZOB – Campus Uni (Sonntags nur ZOB – Campus Uni)                                              | 20 Min.    | 20 Min. | 60 Min. |
| 5     | ZOB – Südermarkt – Bahnhof – Campus Uni – Brahmsstraße – Hestoft – Stadion – ZOB (Ringlinie)                                  | 20 Min.    | 20 Min. | 20 Min. |
| 7     | Krusau (DK) → Am Lachsbach – Nordertor – ZOB – Südermarkt – Stadion – Twedter Plack – Tremmerup                               | 20 Min.    | 20 Min. | 30 Min. |
| 8     | ZOB – Südermarkt – Bahnhof – Tastruper Weg – Kreuzlücke – Adelbylund/Mühle – ZOB (Ringlinie)                                  | 20 Min.    | 20 Min. | 20 Min. |
| 10    | Twedter Plack – Kauslund Nordstraße – Brahmsstraße – Südermarkt – Goerdelerstraße – Raiffeisenstraße/Timm-Kröger-Weg Hochhaus | 20 Min.    | 20 Min. | 30 Min. |
| 11    | Twedter Plack – Brahmsstraße – Südermarkt – Citti-Park – Gartenstadt Weiche – Nikolaus-Matthiesen-Str.                        | 20 Min.    | 20 Min. | 30 Min. |
| 12    | ZOB – Südermarkt – Bahnhof/Tegelbarg – Mühlental – Gartenstadt Weiche                                                         | 20 Min.    | 20 Min. | 60 Min. |
| 14    | ZOB – Südermarkt – (Bahnhof/Tegelbarg) oder (Bahnhof/Serpentine) – Förde Park (Technologiezentrum)                            | 20 Min.    | 20 Min. | –       |
| N1    | Nachtbus Nordost: ZOB → Hafermarkt → Mozartstraße → Schottweg → Twedter Plack → Friedheim → Stadion → Hafermarkt → ZOB        | –          | 45 Min. | 45 Min. |
| N2    | Nachtbus Südost: ZOB → Bahnhof → Campus → Himmelberg → Adelby/Kirche → Johannismüle → Deutsches Haus → ZOB                    | –          | 45 Min. | 45 Min. |
| N3    | Nachtbus Südwest: ZOB → Rude → Gartenstadt Weiche → Citti-Park → ZOB                                                          | –          | 45 Min. | 45 Min. |
| N4    | Nachtbus Nordwest: ZOB → Südermarkt → Ochsenmarkt → Burgplatz → Harrisleer Kreuz → Am Lachsbach → Nordertor → ZOB             | –          | 45 Min. | 45 Min. |

### Ehemalige Linien
6  P+R Nordkreuz – ZOB – Hafermarkt – Twedter Plack
8  ZOB – Niehuus
13  – Autokraft – ZOB – Tarup – ZOB / ZOB – Sandberg – Tarup
4  Flensburg – Glücksburg
4  Harrislee (Am Klueshof) – Ramsharde – Nordkreuz – (Stadttheater/Toosbüystraße) – ZOB (– Bahnhof)
3  Marienhölzungsweg – Burgplatz – ZOB – Südermarkt – Stadion – Twedter Plack – Solitüde
4  Frösleeweg – Harrisleer Kreuz – Burgplatz – ZOB – Campus Uni
N1  Nachtbus: ZOB → Rude → Gartenstadt Weiche → Citti-Park → ZOB
N2  Nachtbus: ZOB → Hafermarkt → Mozartstraße → Schottweg → Twedter Plack → Friedheim → Stadion → Hafermarkt → ZOB
N3  Nachtbus: ZOB → Nordertor → Am Lachsbach → Harrisleer Kreuz → Burgplatz → Ochsenmarkt → Südermarkt → ZOB

## Fuhrpark
Der Fuhrpark besteht aktuell aus folgenden Gelenkbus-Typen:
- MAN Lion’s City 18E
- Mercedes-Benz Citaro Facelift G
- Mercedes-Benz Citaro C2 G
- Mercedes-Benz Citaro C2 G Hybrid
- Mercedes-Benz eCitaro G
- Volvo 7900A Hybrid

Als Fahrschulbus wird ein MAN Lion's Coach eingesetzt.
In der Vergangenheit hatte die Stadtwerke bzw. Aktiv Bus folgende Fahrzeuge im Bestand:
- Diverse Trieb- und Beiwagen der Straßenbahn (gebaut 1880–1957)
- O-Busse (1943–1957)
- Büssing Busse
  - Büssing 4000 T (1954–1967)
  - Büssing 5000 TU (1954–1967)
  - Büssing TU 7
- Magirus-Deutz 150 S 11 Saturn II
- Standard-Linienbus (VÖV I)
  - Magirus-Deutz SH 110
  - Mercedes-Benz O 305 G mit Stülb-Front
- Standard-Linienbus SL II
  - Mercedes-Benz O 405
- Gelenkbusse
  - Mercedes-Benz O 305 G
- Niederflurbusse
  - Mercedes-Benz O 405 N
  - Mercedes-Benz O 405 NK (Midibus)

## Galerie

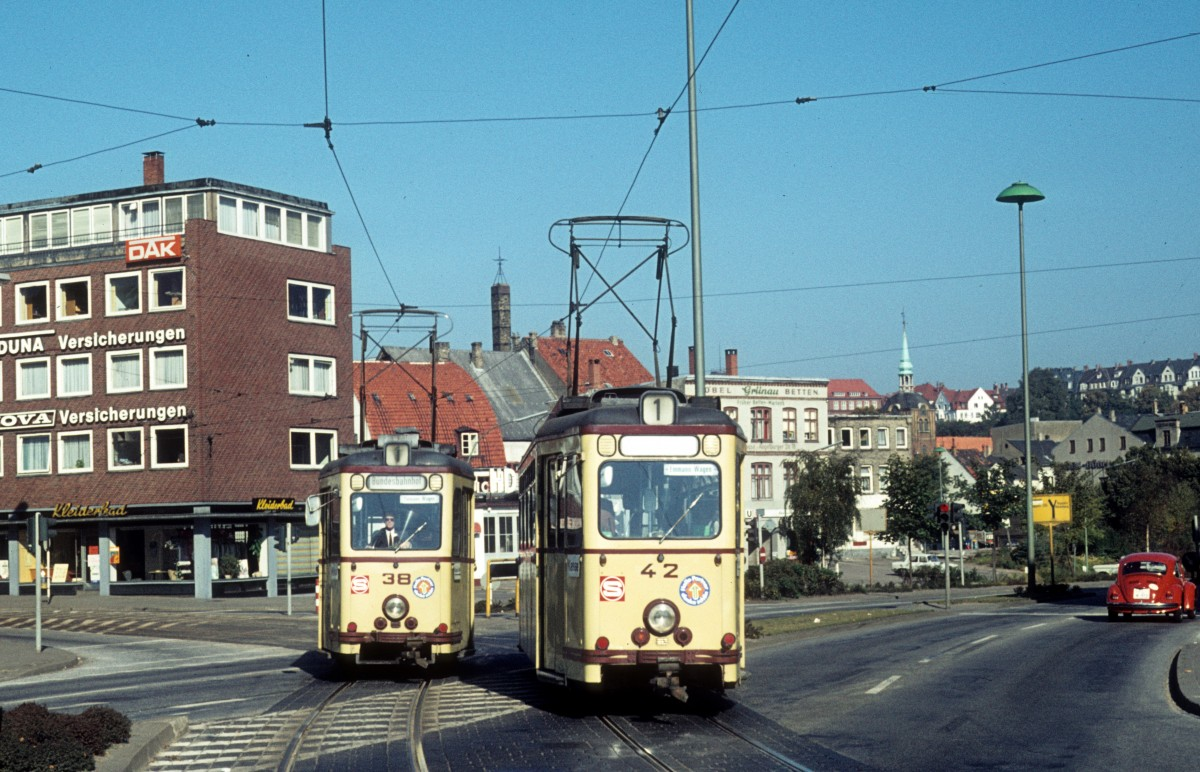
Die Straßenbahn verkehrte von 1881 bis 1973 in Flensburg
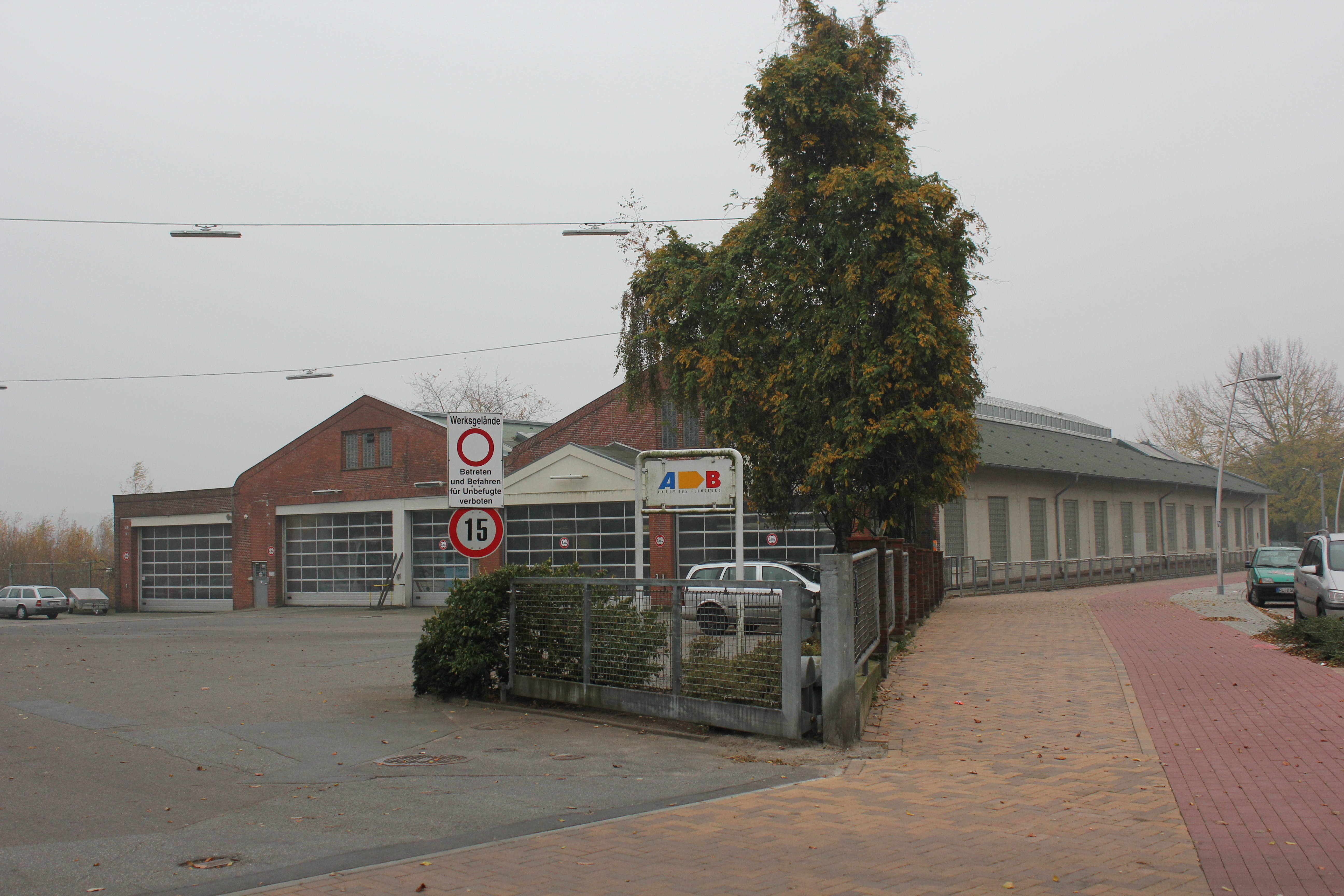
Betriebshof Apenrader Straße
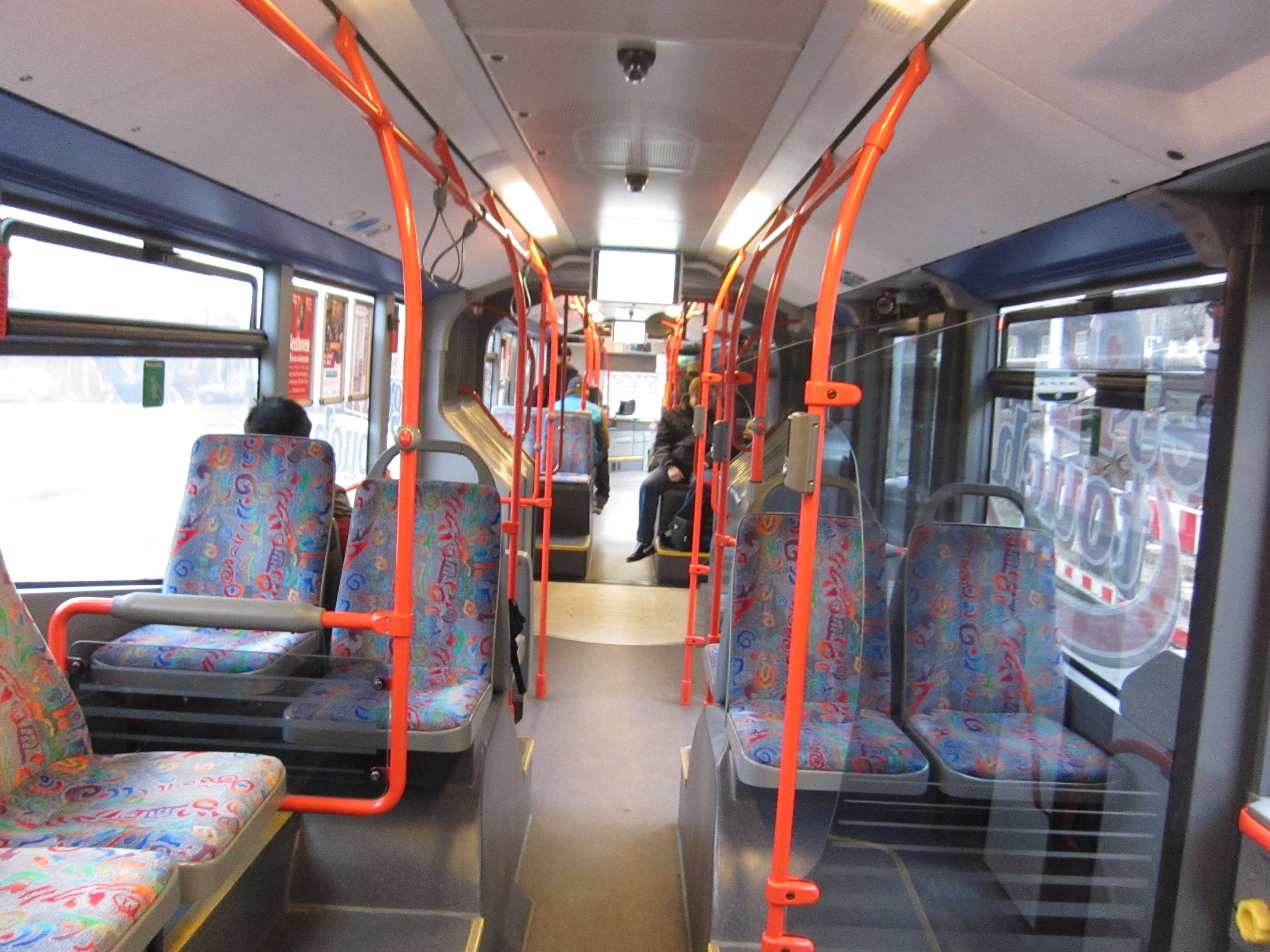
Innenraum eines Citaro-Gelenkbusses
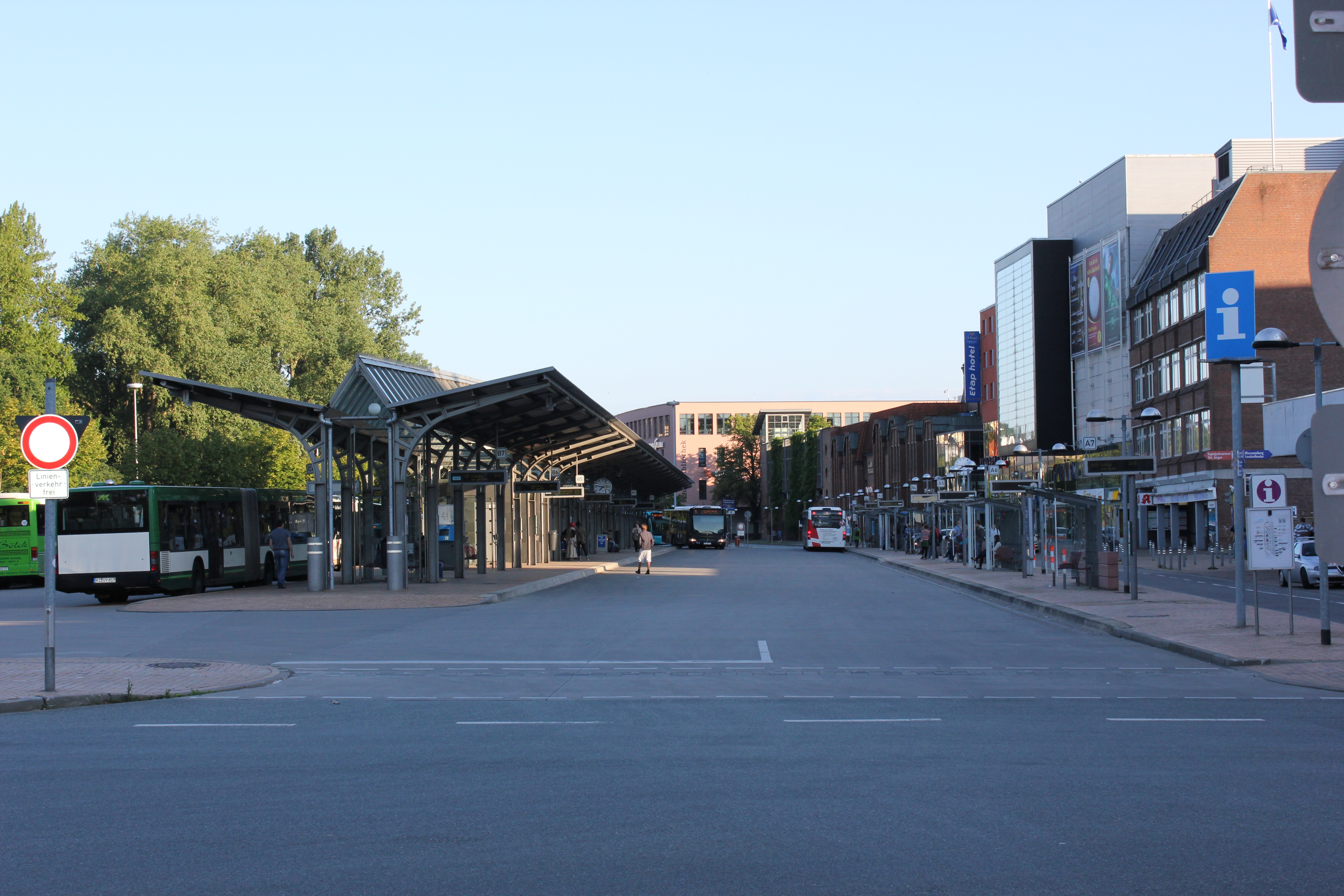
Zentraler Busbahnhof 2011
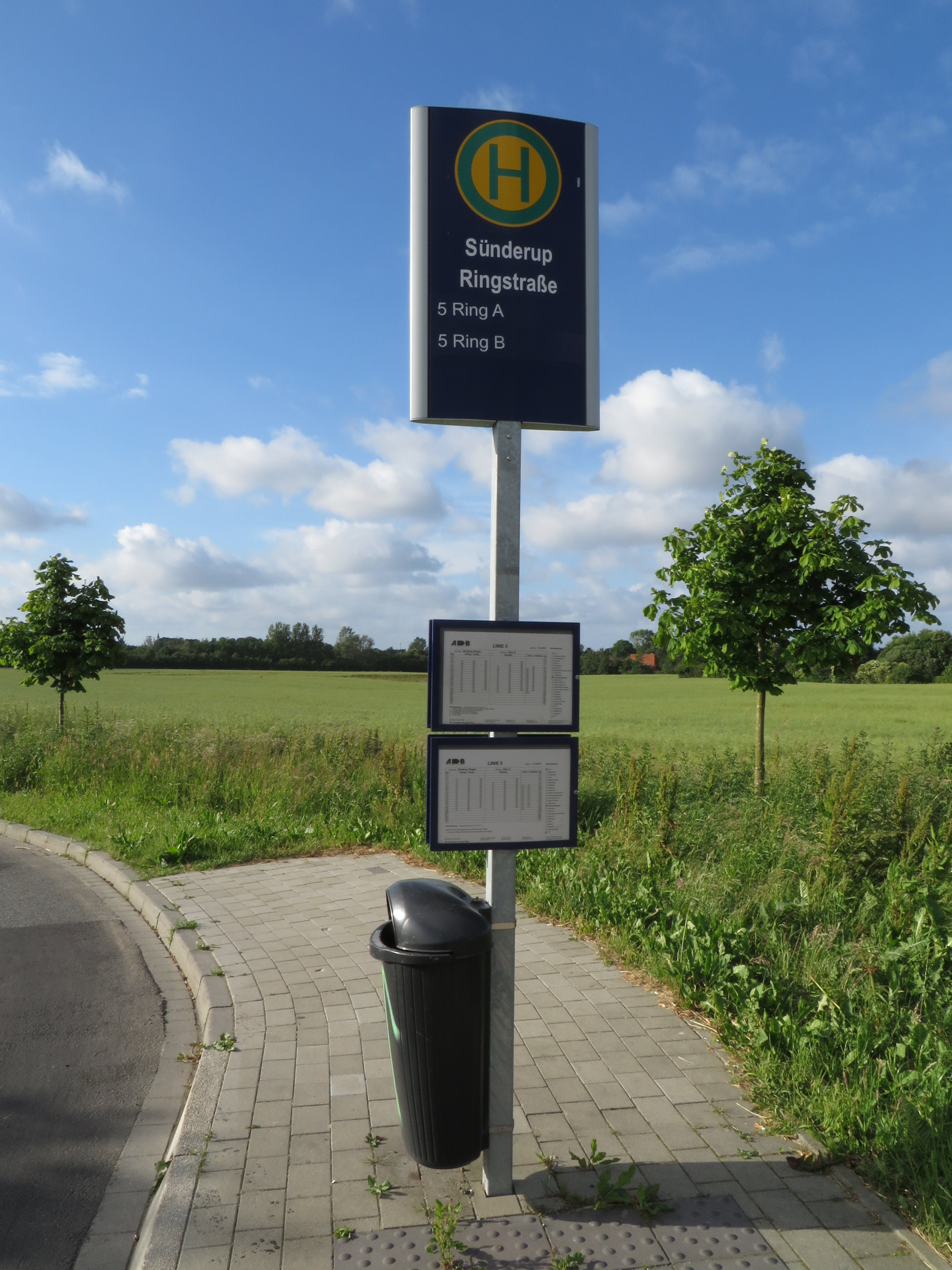
Haltestellenschild seit 2013
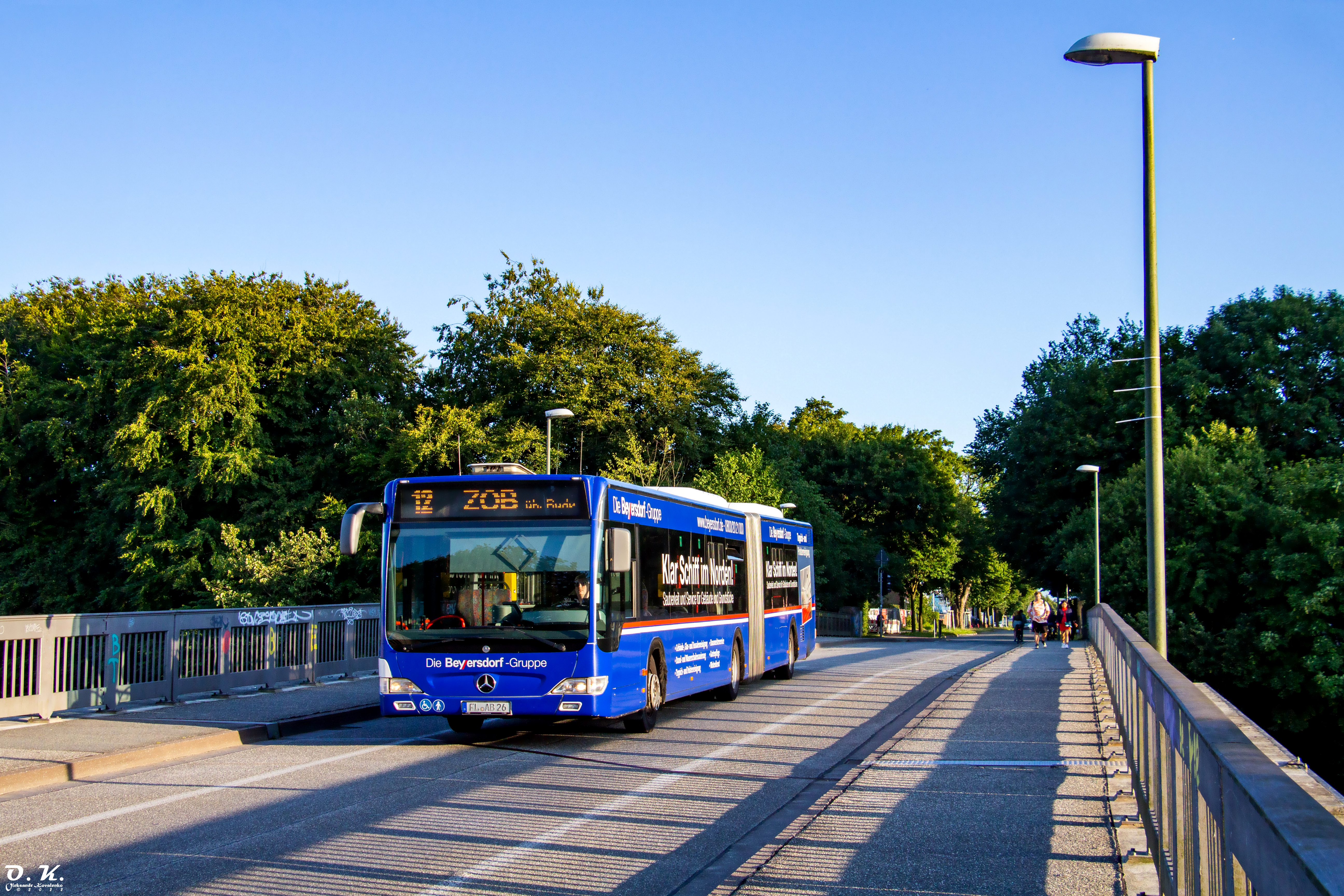
Mercedes-Benz Citaro G Facelift